# Döbelnsmedicin
Döbelnsmedicin är en kur som botar för tillfället, men samtidigt ger kommande negativa biverkningar.
Ursprunget är de tre sista raderna i femte strofen av Johan Ludvig Runebergs dikt Döbeln vid Jutas i Fänrik Ståls sägner:
Nej, doktor, nej, tänk ut en sats, min herre,
Som gör mig för i morgon sjufalt värre,
Men hjälper mig i dag på mina ben!